# Georg Dietrich (Psychologe)
Georg Dietrich (* 1. November 1928 in Nürnberg; † 24. Januar 2022) war ein deutscher Psychologe und Hochschullehrer.

## Leben
Georg Dietrich studiert Psychologie, wurde Diplom-Psychologe und nach der Promotion zum Dr. phil. am 2. Dezember 1960 (Kriminelle Jugendliche. Ein Beitrag zur Phänomenologie ihrer Handlungsstruktur) an der Universität Erlangen und der 1967 erfolgten Habilitation in Erlangen 1967 zunächst Privatdozent für Psychologie, dann außerordentlicher Professor für Psychologie an der Pädagogischen Hochschule Bayreuth und 1969 ordentlicher Professor in München. Er lebte unter anderem in Nürnberg.

## Schriften (Auswahl)
- Erziehungsvorstellungen von Eltern. Ein Beitrag zur Aufklärung der subjektiven Theorie der Erziehung. Göttingen 1985, ISBN 3-8017-0230-8.
- Spezielle Beratungspsychologie. Göttingen 1987, ISBN 3-8017-0229-4.
- Der einsame Mensch in der Dichtung. Literaturpsychologie der Einsamkeit und der Einsamkeitsbewältigung. Regensburg 1989, ISBN 3-89073-428-6.
- Allgemeine Beratungspsychologie. Eine Einführung in die psychologische Theorie und Praxis der Beratung. Göttingen 1991, ISBN 3-8017-0376-2.